# Epikurosz
Epikurosz (görög: Έπίκουρος (Epikouros) kiejtve: epikúrosz, gyakran, ám helytelenül Epikürosznak is írják) (Számosz sziget, Kr. e. 341 decembere – Athén, Kr. e. 270), görög atomista filozófus, Démokritosz természetfilozófiájának követője. Megvetette korának összes gondolkodóját, kivételt csupán Anaxagorásszal és Démokritosszal tett, ugyanis fontosnak tartotta, hogy autodidaktának tekintsék és nem ismert el semmilyen kapcsolatot saját bölcselete és mások gondolatai között.

## Élete és munkássága
Szülei telepesek voltak, akik az athéni Gargéttosz démosz negyedből származtak. Három fiútestvére volt. Apja iskolamester volt, Epikuroszt is ő oktatta tizennégy éves koráig. Kr. e. 327-ben a platonista Pamphiloszt, majd 323-ban a kis-ázsiai Teószban Nausziphanészt, a neves Démokritosz-tanítványt hallgatta.
Tizennyolc éves korában Athénba hívták, hogy tegyen eleget az ephébiának, vagyis katonai szolgálatnak, így 321-ig Athénben katonáskodott a későbbi komédiaköltő Menandrosszal. Nagy Sándor halálát követően az új makedón király, Perdikkasz visszaszerezte Szamosz szigetét; a telepeseket, köztük Epikurosz szüleit is, kivégezték. Értesülvén a tragédiáról, Epikurosz Kolophónba siet testvéreihez Neoklészhez, Khairedémoszhoz és Arisztobuloszhoz. Itt hozta létre az első epikureus csoportot.
Harminckét éves korában, 311-ben, a testvéreivel és rabszolgájával Mütilénébe költözött, ahol megalapította filozófiai iskoláját, azonban a platonisták, akik politikailag nagyon erősek voltak, nem tűrték meg, hogy elvonja a fiatalokat a vallástól és a politikától. 310-307 között Lampszakoszba költöztette az iskoláját, majd 307-től az általa, 80 mináért vásárolt híres athéni Képoszban, veteményes kertben folytatta tanításait. Erről a kertről nevezték el az epikureusokat „A kert filozófusai”-nak. Az elkövetkező években számos követőre tesz szert, Diogenész Laertiosz mondta róla: „Epikurosz barátait legfeljebb városokban lehet számolni”. A kert minden ember előtt nyitva állt akár szabad ember volt, akár rabszolga, akár nő, gyerek vagy férfi az illető, a belépés pedig ingyenes volt.
Élete vége felé szinte kultikus tisztelettel övezték, a hagyomány szerint 71 éves korában halt meg, halálát vesekő okozta. Rendkívüli szenvedéseket okozó haláltusa után, amelyet korabeli feljegyzések szerint megrendítően nemes emberi tartással viselt. Egy tanítványának a következőket írta élete utolsó napjaiban: „Epikurosz köszönti Hermankhoszt. Eljött számomra a végső nap. Olyan éles fájdalom gyötör a hólyagomban és a beleimben, hogy ez már nem tarthat így tovább. De még ezeket is segít elviselni lelkem öröme, amikor felidézem tanainkat és az általunk felfedezett igazságokat. Most már te, ahogyan olyan emberekhez illik, aki mindig is jónak mutatkozott személyem és filozófiám irányában, vedd gondjaidba Métrodórosz gyermekeit.”
Hermipposz állítása szerint, Epikurosz halála előtt beült egy meleg vízzel teli bronzkádba, bort ivott, és addig beszélgetett, amíg a halál el nem jött érte.
Epikurosz igen terjedelmes, állítólag 300 könyvre terjedő életművet hagyott maga után, ebből sajnos kevés maradt ránk. Diogenész Laertiosz őrzött meg három, Epikurosznak tulajdonítható levelet, amelyek közül a másodikat, a természeti jelenségeket, magyarázót feltehetően egy tanítványa állította össze. A „Küriai doxai" (Legfontosabb alapelvek) című negyven tételből álló epikureus katekizmus szövegét ugyancsak Diogenész Laertiosz őrizte meg az utókor számára. „Peri phüszeósz" (A természetről) című munkájából papiruszokon kerültek elő töredékek.

## Filozófiája

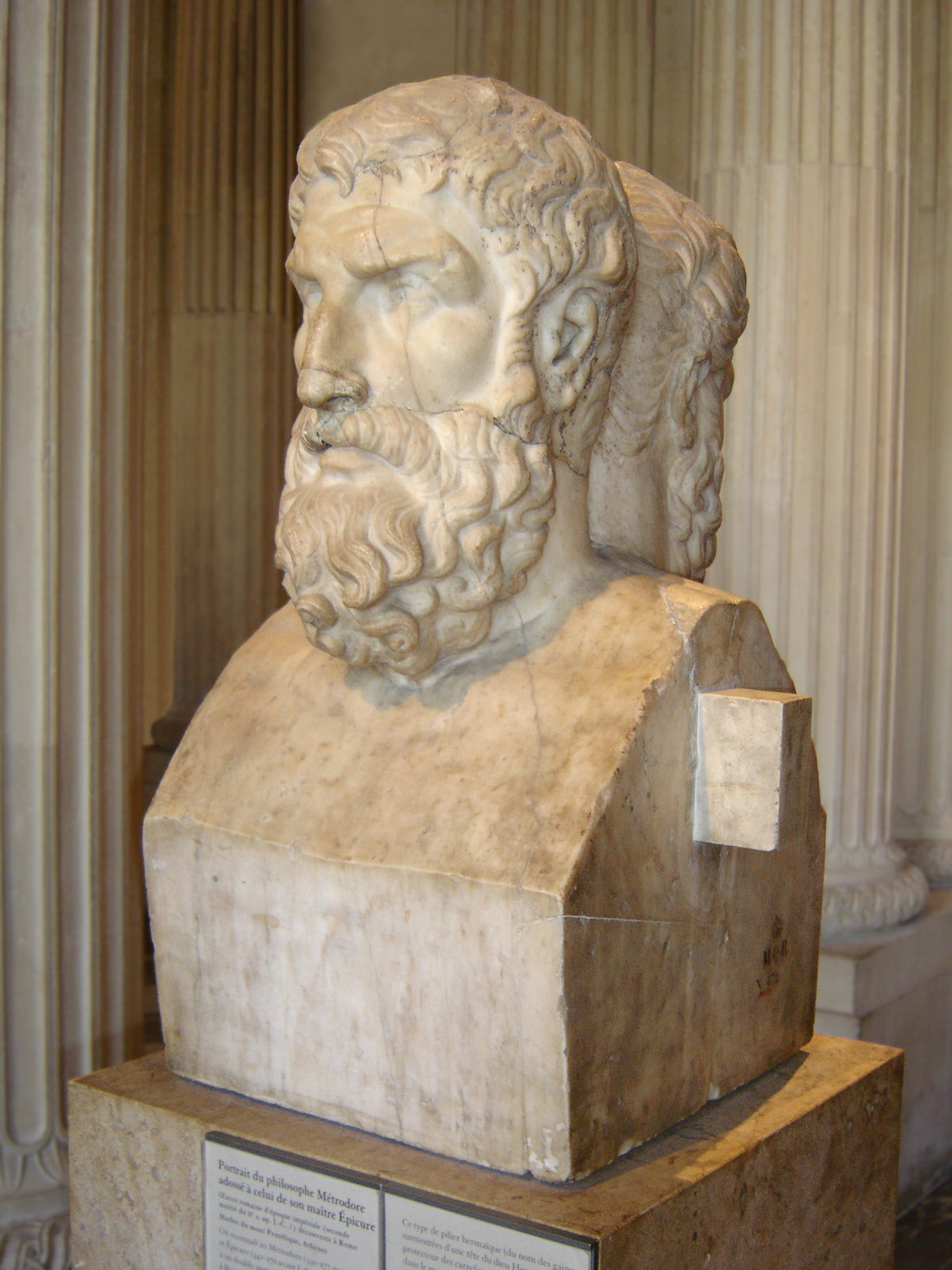
Epikurosz mellszobra (Louvre Múzeum, Párizs)

Epikurosz filozófiai tanítását a démokritoszi atomista természetfilozófia alapozza meg, amely a természet jelenségeinek átfogó magyarázatát tette lehetővé. Ennek a magyarázatnak tanítása szerint nem célja az emberi lélek orvoslása. Figyelme az emberi egyéniség felé fordult: az ataraxia, a rendíthetetlen nyugalom állapotára akarta levezetni, amelyben torzulásokat már nem szenved.

### Etika
Az epikuroszi etika alapszabálya: bár minden élőlény az örömre és a fájdalom elkerülésére törekszik, a természetes és szükséges kívánságokat, mindig ki kell elégíteni, ha nem az ember fennmaradása látja a kárát; a nem természetes és nem szükséges vágyakat pedig kerülni kell. Ami e két fajta kívánság között helyezkedik el, mindig mérlegelni kell: "Megéri, vagy nem éri meg?"
Epikurosz etikai tanításának az alapelve az öröm (gör. hédoné), az embert, mint boldogságot kereső egyént határozta meg, mint akinek az elsődleges szabálya: "élj rejtve" (lathész biószasz) törvénye: "Az élet célja a gyönyör, de nem a romlott erkölcsűek és az életművészek gyönyöre, ahogyan néhány tudatlan ember hiszi, aki nem akar minket megérteni, hanem a testi szenvedés hiánya, és a lelki szenvedés hiánya." Ez a gyönyör az intellektuális gyönyöröket is felölelő zavartalanság (ataraxia) állapota. Ezt az állapotot úgy lehet elérni, hogy távol tartjuk magunkat a közélettől és szinte elrejtezve élünk.
Az örömöt, úgy határozza meg, mint ami minden ember számára elérhető életük során, csupán tőlük függ, hogy felismerjék, hogy az anyagi javak, beleértve saját testüket is, nem saját tulajdonuk. Ezért a test örömeit, mint az evés, ivás, szexuális kielégülés nem tartja az öröm fokozóinak, hanem csak az örömérzetet teszik sokrétűbbé: "Az egyszerű ételek a drága lakomával egyforma élvezetet nyújtanak, ha egyszer a hiányérzetben rejlő fájdalom teljesen megszűnik. A kenyér és víz a legmagasabb fokú gyönyört nyújtja, amikor valaki nagy szükségben veszi magához" Epikurosz ezért a szükségleteket három csoportba osztja:
- természetes és szükségszerű: ezek az örömök biztosítják az élet fenntartását: ilyen az evés, az ivás, az alvás és az, hogy ha hideg van, felöltözünk. Természetesen ezek csak a szükséges mértékű mennyiségekre vonatkoznak.
- természetes és nem szükségszerű: ilyenek az érzékeknek kellemes, ám fölösleges élvezetek: mint például jobbakat és többet enni, jobbakat és többet inni, stb.
- értéktelen, amely csak hamis vélemény útján keletkezik: azok, amelyeket a közvélekedés kényszerít az emberre. Ilyen például egy olyan tárgy birtoklásának az óhajtása, amely bár semmilyen hasznunkat nem szolgálja, de a közvélemény elvárja tőlünk (például márkás dolgok vásárlása, kizárólag az adott márka neve miatt)

Epikurosz szerint: "Mindazon javak közül, amelyekben a bölcsesség részesít bennünket, a barátság a legértékesebb" a barátság fontos szerepet játszik az emberek életében, általa könnyebb az emberek közti kommunikáció, könnyebb lesz elérni az örömöt, tehát a gyönyör mellett, barátság is az emberi élet célja kell, hogy legyen: "a barátság minden reggel körbejárja a világot, hogy felébressze az embereket, s azok kölcsönösen szerencsét kívánjanak egymásnak"
A halált Epikurosz úgy határozza meg, mint az érzékelések megszűnését, ezért a halál az ember számára nem jelent semmit: "amikor mi vagyunk, a halál nincsen, és amikor a halál megérkezik, akkor mi már nem vagyunk" Az emberek egyik legnagyobb tévedése, hogy egész életükben rettegnek a haláltól, mint a legnagyobb bajtól menekülnek előle, pedig ezzel csak az életüket keserítik meg. Epikurosz tanácsa az, hogy egyáltalán nem kell foglalkozni a halál gondolatával, sem mint legnagyobb baj forrásával, sem mint az élet szenvedéseinek a megszűnésével, a bölcs ember nem menekül az élettől és a haláltól sem fél. Az emberi életidőnek nem a hosszúsága számít jónak, hanem minősége, ezért a bölcs ember arra törekszik, hogy életét minél kellemesebbé tegye.
Istenek vannak, azonban nem törődnek a világgal, nem avatkoznak annak folyamatába, állította Epikurosz. Boldog létük van, amelynek nyugalmát nem zavarják meg "fáradságos feladatok". Lehet őket tisztelni, azonban helytelen tőlük félni, vagy jóindulatuk elnyerésére törekedni, ez ugyanis fölösleges.

### Fizika

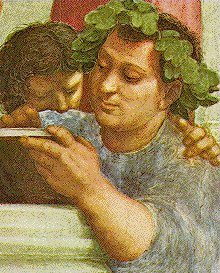
Epikurosz, Raffaello Sanzio festménye (részlet)

Epikurosz fizikájában az atomista filozófusok nézeteit követte: három alapelvet fogad el:
1. semmi sem keletkezik a semmiből
2. semmi nem múlik el a nem létezőbe
3. a világmindenség mindig is így létezett, mint ahogyan ma is látható, és örökké is ilyen fog maradni.

A kozmosz testekből és űrből áll. A testek létezését az érzékelés bizonyítja, az űr létezésére pedig a mozgás lehetségessége a bizonyíték: ha nem lenne űr nem volna lehetséges a mozgás létrejötte. A testek atomokból épülnek fel, melyek nem rendelkeznek semmilyen minőséggel az alakot és a formát kivéve. A testek formájukat a szerint kapják, hogy milyen nagyságú és formájú atomok tömörüléséből állnak. Az atomok további fontos tulajdonsága, hogy állandó mozgásban vannak, ezt a mozgást az atomok súlya okozza. Démokritosztól eltérően azonban, Epikurosz azt állította, hogy ez a mozgás nemcsak függőleges irányú, hanem megtörténik, a véletlennek köszönhetően, hogy egyes atomok irányt változtatnak, ennek következtében összeütköznek másik atomokkal és így keletkeznek a testek.
Az atomok számukat tekintve végtelenül sokan vannak – állította Epikurosz – ezért egyáltalán nem elképzelhetetlen, hogy több különböző világ is létezzen: a végtelen űrben a végtelen számú atomok különböző helyeken, az összeütközések révén összetömörülnek, különböző világokat hozva létre. E tömörüléseken belül a nehezebb atomok a középpontba kerülnek, létrehozván a Földet, a könnyebbek viszont kijjebb szorulnak létrehozván az eget. Végül a nagy nyomás következtében, néhány atom vízzé tömörül. De az emberi lelkek is atomokból állnak (legfinomabb legkiválóbb fajtájú atomokból), melyek az egyén halálakor ismét részeire bomlanak.

### Ismeretelmélet
Epikurosz ismeretelméletét kanonikának is szokás nevezni, mivel szerinte az igazság kritériumai (kánonjai): a világos észlelés, az előfogalmak (emlékképek vagy más empirikus fogalmak) és az érzelmek. Minden ismeretünk az érzékelésből ered, az érzeteket pedig a tudatunktól független külvilág tárgyairól érzékszerveinkhez érkező kiáramlások hozzák létre: az ismeretek alapjait a tárgyakról kiáradó képek alkotják, melyek a szemlélőben, a tárgyak finomabb lenyomatát hozzák létre az anyagi lélekben. Amikor ismétlődően hasonló képecskék jutnak hozzánk, előzetes fogalmak keletkeznek az elménkben, ezek képezik az értelmi tevékenység alapját. Az értelem alkotta vélemények (doxák) az érzékelőkre vonatkoznak, akkor:
- az érzéki észlelés által megerősíthetők és igazként érvényesíthetők;
- ellentmondhatnak az érzéki tapasztalásnak vagy nem megerősíthetők, és így mint "üres vélemények" elvethetők.

Ha azonban nem érzékelhetőre vonatkoznak, akkor:
- hamisak, ha az érzékelhetőnek ellentmondanak,
- igazak, ha az érzéki tapasztalás semmiben sem mond ellent nekik

## Epikurosz filozófiájának a hatásai

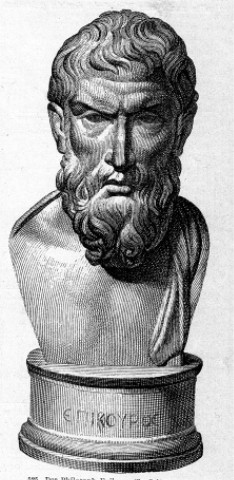
Epikurosz (nápolyi Nemzeti Múzeum)

Tanításainak rekonstruálásában fontos segítséget nyújt az a tény, hogy iskolájának szigorúan zárt szervezete volt. Az epikureus írók csak az epikuroszi tanítások tárgykörének bővítésére illetve a tanok propagálására törekedtek, maguk a tételek azonban évszázadokon át érintetlenek maradtak, ezért a közvetlen és a késői tanítványok munkáiban nincsenek az Epikurosz tanaival összeegyeztethetetlen tételek. Különösen fontosak az epikuroszi nézetek hagyományozása szempontjából a következő tanítványok: a mütilénéi Hermarkhosz, a lampszakoszi Métrodórosz, Polüainosz, Idomeneusz és Kolotész, a Kr. e. III. századból Karneiszkosz és Polüsztratosz. A kor egyik legnagyobb költője, Menandrosz is igen közel állt az epikureizmushoz. A Kr. e. II. századból Démétriosz Lakón emelkedik ki, fontos még kitioni Zénón, aki később Cicero mestere volt. A Kr. e. I. században Rómában működött az athéni Phaidrosz, Nápolyban pedig Szirón, Vergilius tanára. Jól ismerjük még a gadarai Philodémoszt, Vergilius második epikureus tanárát. A század s az egész epikureus iskola legnagyobb költője már római: Titus Lucretius Carus, akinek fennmaradt tankölteménye („De rerum natura”, A természetről) az epikureizmus egyik legfontosabb forrása.
Az epikureizmus a Kr. e. I. század közepén már kezdi talaját veszteni: Cicero polemizált vele, Vergilius átpártolt a sztoikusokhoz, egyedül Horatius őrzött meg költészetében epikureus színeket, ám ő is ingadozik az epikureusok és a sztoicizmus között. A platóni akadémia kezdettől éles epikureus ellenes polémiája kiéleződik, s a Kr. e. I. század vége felé Plutarkhosz egyik írásában egyik csúcspontját éri el. Lukianosz a babonák elleni küzdelmében még szövetségeseinek nevezi az epikureusokat. Diogenianosz töredékei már az epikureizmus utolsó emlékei, a Kr. u. IV-V. századi epigramma költő Palladasz már magányos, elszigetelt jelenség epikureizmusával.

## Magyarul megjelent művei
- Epikuros legfontosabb tanításai [Epikuros levelei]; előszó Kerényi Károly, ford. Kövendi Dénes, Sárosi Gyula; Officina, Bp., 1946 (Officina könyvtár)
- Epikuros legfontosabb filozófiai tanításai; ford., bev. Kövendi Dénes és Sárosi Gyula; Farkas Lőrinc Imre, Bp, 1994
- Epikuros levele Menoikeusnak. MEK 1997.
- Részletek műveiből. In:. Filozófiatörténet; Filozófiatörténeti szöveggyűjtemény. 1. kötet, Bevezetés a filozófiába